# Laphria yamatonis
Laphria yamatonis là một loài ruồi trong họ Asilidae. Laphria yamatonis được Matsumura miêu tả năm 1916. Loài này phân bố ở vùng Cổ Bắc giới và châu Á.